# بنياسكوسا
بلدية بنياسكوسا (بالإسبانية: Peñascosa) هي بلدية تقع في مقاطعة البسيط التابعة لمنطقة كاستيا لا مانتشا وسط إسبانيا.

## الديموغرافيا
بلغ عدد سكان بلدية بنياسكوسا 399 نسمة عام 2011 (وفقاً للمعهد الوطني الإسباني للإحصاء).
| 452 | 413 | 421 | 374 | 406 | 399 | 399 |